# Paio Moniz de Ribeira
Paio Moniz de Ribeira  (morto ca. 1202) foi um nobre e militar do Reino de Portugal, e alferes do Rei Sancho I. Foi filho de Monio Osorez de Cabreira e de Maria Nunes de Grijó, filha de Nuno Soares de Grijó e de Elvira Gomes.

## Matrimónio e descendência
Foi casado com  Urraca Nunes de Bragança, da família, pela sua mãe, dos Riba Douro, de quem teve:
- Martim Pais Ribeira,  casado com Maria Pais de Berredo (ou de Valadares), filha de Paio Soares de Valadares e de Elvira Vasques de Soverosa.[3]

- N Pais Ribeira.[2]
- Maria Pais Ribeira, "a Ribeirinha" (morta em 1258), casada com João Fernandes de Lima, “o Bom”, filho de Fernando Arias. Esta Maria Pais Ribeira teve seis filhos com o rei Sancho I de Portugal.[4]
- Nuno Pais Ribeiro, casado com Mor Pais Romeu.[4][a]